# Pablo Luna Carné
Pablo Luna Carné (Alhama de Aragón, 21 de maig de 1879 - Madrid, 28 de gener de 1942) va ser un compositor espanyol de sarsuela, un dels més prolífics del Segle XX. Va introduir en la sarsuela l'estil de l'opereta centreeuropea, inspirant-se principalment en les obres vieneses de Franz Lehár.

## Vida
Va rebre les primeres nocions musicals a través de l'organista del seu poble natal. Son pare, Pablo Lluna Ferrer, que era funcionari de la Guàrdia Civil, s'havia traslladat amb la seua família a la vall de l'Ebre.
Després va estudiar harmonia amb Teodoro Ballo Tena i composició amb Miguel Arnaudas. Com a violinista, va guanyar-se la vida tocant en hotels, cafès, en esglésies i, amb una petita orquestra de cambra, també en teatres. L'any 1903 va escriure la seua primera sarsuela, Lolilla, la Petenera i l'any següent va compondre La escalera de los duendes.
L'any 1905 es va traslladar a Madrid per a conèixer millor el món de la sarsuela, en especial va entrar en contacte amb Ruperto Chapí, el segon director del Teatro de la Zarzuela, Tomás Barrera Saavedra, posteriorment director de l'orquestra, Gerónimo Giménez i d'altres. També va conèixer el llibretista Luis Pascual Frutos, que va escriure el llibret per a l'opereta Mussetta, que es va estrenar amb èxit l'any 1908.
A Saragossa va estrenar amb gran èxit l'11 de març de 1911 la seua sarsuela Molinos de viento. El 1918, va estrenar una de les seues grans obres, El niño judío, exponent d'un nou estil orientalitzant, carregat d'exotisme i refinament. Al març de 1925, es va organitzar a Saragossa un gran concert en honor seu, i se li va fer entrega de la medalla d'or de la ciutat.
També va escriure onze llibrets sota el pseudònim García Sandoval.

## Obra

### Obres per a orquestra
- Una noche en Calatayud, suite-fantasia
- ¡Arre borrico!, jota

### Obra lírica
- 1916 El sapo enamorado, pantomima - basada en una història de Tomás Borrás. Que es va estrenar el 1917 al Teatro Eslava per la actriu Luisa Puchol Butier.[1]
- 1936 Las siete en punto, reportatge de gran espectacle, 2 parts - text: Leandro Blanco i Alfonso Lapena
- La Boda de Antón, (junt amb Emilio Acevedo)
- Flor de Zelanda
- La Rabalera
- La Flor del camino

(Operetes)
- 1908 Musseta - llibret de Luis Pascual Frutos
- 1909 La Reina de los mercados, 1 acte - llibret de Guillermo Perrín i Miguel de Palacios
- 1910 Molinos de viento, 1 acte - llibret de Luis Pascual Frutos
- 1911 La Canción húngara
- 1912 Canto de primavera, 2 actes - llibret de Luis Pascual Frutos
- 1913 Los Cadetes de la reina, 1 acte
- 1916 Jack, 3 actes - llibret de Maxim Brody, Franz Martos i Emilio González del Castillo
- 1916 Sybill, 3 actes - llibret de Maxim Brody, Franz Martos i Emilio González del Castillo
- 1923 Benamor, 3 actes - coreografia de Victòria Eugenia (Betty)

(Sarsueles)
- 1903 Lolilla, la Petenera
- 1904 Escalera de los Duendes
- 1906 La Corte de Júpiter, (junt amb Eduardo Fuentes Parra)
- 1907 La Gata encantada
- 1908 Fuente Escondida
- 1908 La Fiesta del Carmen (junt amb Pedro Códoba)
- 1909 A.C.T., Que se va el tío, (junt amb Tomás Barrera Saavedra)
- 1909 El Club de las solteras, (junt amb Luis Foglietti)
- 1909 Oro y sangre
- 1909 Salón moderno
- 1909 Las Lindas perras, (junt amb Rafael Calleja Gómez)
- 1910 Llevar la derecha
- 1910 Huelga de criadas, (junt amb Luis Foglietti)
- 1910 Vida de príncipe, 1 acte, (junt amb Luis Foglietti) - llibret d'Antonio López Monís i Ramón Asensio Más
- 1911 El paraguas del abuelo, 1 acte (junt amb Tomás Barrera Saavedra) - llibret de Guillermo Perrín i Miguel de Palacios
- 1911 El Dirigible, (junt amb Arturo Escobar)
- 1911 Las Hijas de Lemnos
- 1911 Sangre y arena, 1 acte (junt amb Pascual Marquina Narro) - llibret de Vicente Blasco Ibáñez, Gonzalo Jover i Emilio Gónzalez del Castillo
- 1911 La Romerito, (junt amb Rafael Calleja Gómez)
- 1912 Las Malas pulgas, (junt amb San Nicolás)
- 1912 La Mujer de su marido
- 1913 La alegría del amor, 1 acte - llibret de Ramón Asensio Más i José Juan Cadenas Muñoz
- 1913 Los Cuatro gatos (junt amb Arturo Lapuerta)
- 1913 La Cucaña de Solarillo
- 1913 La Gloria del vencido, (junt amb Marcelino Amenazavas)
- 1914 La Corte de Risalia
- 1914 El Rey del mundo, 1 acte - llibret de José Maria Martín de Eugenio
- 1915 La Boda de Cayetana
- 1915 La Sultana, (junt amb Arturo Lapuerta)
- 1915 Amores de aldea (junt amb Reveriano Soutullo Otero)
- 1916 El Asombro de Damasco, 2 actes - llibret d'Antonio Paso Cano i Joaquín Abati, basat en una història de "Les mil i una nits"
- 1916 El Patio de los naranjos, 1 acte - llibret de Julio Pellicer y López i José Fernández del Villar
- 1917 La Casa de enfrente, 1 acte - llibret de Serafín Álvarez Quintero i Joaquín Álvarez Quintero
- 1917 Los Patineros, (junt amb Luis Foglietti)
- 1918 El Aduar
- 1918 Los Calabreses
- 1918 La Mujer artificial o la receta del doctor Miró, 3 actes - llibret de Carlos Arniches i Joaquín Abati
- 1918 El niño judío, 2 actes - llibret de Enrique García Alvarez i Antonio Paso
- 1918 Trini la clavellina
- 1919 La Mecanógrafa
- 1919 Muñecos de trapo, 2 actes - llibret d'Antonio Paso
- 1919 Pancho Virondo
- 1920 El suspiro del moro, 1 acte (junt amb Eduardo Fuentes Parra) - llibret d'Antonio López Monís i Juan López Núñez
- 1921 Los Papiros, 3 actes - llibret de Serafín Álvarez Quintero i Joaquín Álvarez Quintero
- 1921 El Paraguas del abuelo, (junt amb Tomás Barrera Saavedra)
- 1921 El Sinvergüenza en Palacio, (junt amb Amadeu Vives)
- 1921 La Tierra de Carmen
- 1921 Su Alteza, se casa
- 1922 El Apuro de Pura
- 1922 Los Apuros de Pura
- 1922 Los Dragones de París
- 1923 La Moza de campanillas
- 1924 Calixta la prestamista
- 1924 La Joven Turquía
- 1924 La Rosa de fuego
- 1925 La Paz del molino
- 1925 Sangre de Reyes, 2 actes (junt amb Francisco Balaguer Muriel) - llibret d'Ángel Torres del Alamo i Antonio Asenjo Pérez Campos
- 1925 El Tropiezo de la Nati
- 1925 Las Espigas, (junt amb Enrique Bru)
- 1926 Las Mujeres son así
- 1926 La Pastorela, 3 actes (junt amb Frederico Moreno Torroba) - llibret de Fernando Luque i Enrique Calonge
- 1927 El Fumadero, (junt amb Federico Moreno Torroba)
- 1927 Roxana, la cortesana
- 1927 El Tiro de pichón
- 1928 La Chula de Pontevedra, 2 actes (junt amb Enrique Bru) - llibret d'Enrique Paradas i Joaquín Jiménez
- 1928 La Manola del Portillo, (junt amb Federico Moreno Torroba)
- 1928 La Pícara molinera, 3 actes
- 1929 El Antojo
- 1929 El Caballero del guante rojo
- 1929 La Moza vieja, 2 actes - llibret de Federico Romero i Guillermo Fernández Shaw
- 1929 La Ventera de Alcalá, (junt amb Rafael Calleja Gómez)
- 1931 Currito de la Cruz
- 1931 Morena y sevillana
- 1932 ¡Cómo están las mujeres!, 2 actes - llibret de Francisco García Loygorri
- 1934 Los Inseparables, 1 acte - llibret de Leandro Blanco en Alfonso Lapena
- 1934 Las Peponas
- 1935 Las Ansiosas, (junt amb José Ruiz de Azagra)
- 1935 La Colasa del Pavón
- 1935 Al Cantar el gallo
- 1936 La sal por arrobas, 2 actes (junt amb Jacinto Guerrero) - llibret d'Antonio Paso
- 1939 Cocktail
- 1939 Una copla hecha mujer
- 1941 Las Calatravas, 3 actes - llibret de Federico Romero i José Tellaeche
- 1944 Pilar de la victoria, (junt amb Julio Gómez)